# Academia Nacional de Teatro y Artes Cinematográficas Krastyo Sarafov
La Academia Nacional de Teatro y Artes Cinematográficas Krastyo Sarafov (en búlgaro: Национална академия за театрално и филмово изкуство „Кръстьо Сарафов“) es una institución de educación superior con sede en la ciudad de Sofía, la capital de Bulgaria. Es la primera universidad de Bulgaria en el ámbito del teatro y el cine siendo fundada en 1948, como la única institución pública y estatal de su tipo en el país. La academia, da la bienvenida a unos 120 nuevos estudiantes al año (incluyendo 20 estudiantes internacionales), y se encuentra en tres edificios vecinos en el centro de Sofía, sin contar un centro de Formación Teatral (desde 1957), un centro de formación teatral de marionetas  (desde 1966), un cine, una sala de video y un centro audiovisual educativo, así como un centro de información académica que almacena 60 mil volúmenes de literatura búlgara e internacional. La institución también tiene una residencia de estudiantes.